# هوانگ شنگ‌یی
هوانگ شنگ‌یی (انگلیسی: Huang Shengyi؛ زادهٔ ۱۱ فوریهٔ ۱۹۸۳) معروف به اوا هوانگ (Eva Huang) یک بازیگر، مدل، خواننده، تهیه‌کننده و مدیر عامل اجرایی اهل چین است، از کارهای او می‌توان جنب و جوش کنگ فو، جوخه اژدها، مسابقه تا کوه اسرارآمیز، جادوگر و مار سفید و مرد یخی را نام برد.
هوانگ شنگ‌یی در سال ۲۰۰۸ نه تنها در فهرست صد سلبریتی برتر فوربز چین برای سومین سال پیاپی جای گرفت بلکه برای کارکرد برجسته‌اش در سال پیش به رتبه بیستم رسید و در سال ۲۰۰۹ همراه با لیو ییفئی، یانگ می و وانگ لودان یکی از چهار هنرپیشه زن دان شد.

## آغاز زندگی
هوانگ شنگ‌یی در روز یازدهم ماه فوریه سال ۱۹۸۳ در یک خانواده فرهنگی در کوی شوهوی در شهر شانگهای زاده شد، پدرش هوانگ زی کیانگ استاد دانشگاه پلی تکنیک دوم شانگهای بود و مادرش دنگ چوان لی که از اهالی شهر فنگ جیه در استان سیچوان بود سردبیر روزنامه: "شینمین ایونینگ نیوز" بود.
در خانواده هوانگ شنگ‌یی اشخاص سرشناس فراوانی بودند، مانند عمه مادرش دنگ جیکسینگ که بنیانگذار روزنامه شینمین ایونینگ نیوز بود و یا یکی از خویشاوندانش به نام وو جینگلیان که استاد برجسته اقتصاد در چین بود.
هوانگ شنگ‌یی از زمان کودکی از سوی پدر و مادرش آموزش‌های خوبی را در زمینه‌های هنری دید و از دو سالگی رقص، پیانو، نقاشی و ..... را آموخت که شالوده‌های ارزنده‌ای برای بازیگری او در آینده شدند.
هوانگ شنگ‌یی از دبستان شماره یک جاده گائوآن تا مدرسه راهنمائی شوهوی شانگهای عضو تیم رقص کاخ کودکان بود اما پدر و مادرش امیدوار بودند که مانند عمویش پس از بزرگ شدن در مدیریت بازرگانی کار کند.
هوانگ شنگ‌یی که در دبیرستانی وابسته به دانشگاه جیائو تنگ شانگهای تحصیل می‌کرد هنگام تحصیل در دبیرستان می‌خواست در آینده برای رشته مدیریت گردشگری و هتلداری دانشگاه جیائوتنگ شانگهای درخواست دهد.
در ماه آوریل سال ۲۰۰۰ هوانگ شنگ‌یی که به سال سوم دبیرستان نزدیک می‌شد در مسابقه استخدام مجری برنامه: "کهکشان درخشان" در یکی از کانال‌های تلویزیونی شانگهای شرکت کرد و در میان بیش از هزار شرکت کننده برنده جایزه بهترین چهره فتوژنیک شد و چندی مجری برنامه‌های تلویزیونی شد.
این رویداد زندگی هوانگ شنگ‌یی را دگرگون کرد و او پیش از برگزاری آزمون کنکور سراسری در چین برای رشته‌های نمایش و اجرا و پخش آکادمی تئاتر شانگهای درخواست داد و سه آزمون را با کامیابی پشت سر گذاشت.
هوانگ شنگ‌یی در آزمون کنکور سراسری نمره‌های خوبی نیاورد، از این روی پدر و مادرش چاره‌ای جز موافقت با او برای در پیش گرفتن راه بازیگری نداشتند و سرانجام هوانگ شنگ‌یی از دانشجویان آکادمی فیلم پکن شد.

## بازیگری
هوانگ شنگ‌یی در سال ۲۰۰۲ که به تازگی سال نخست تحصیلی خود را در آکادمی فیلم پکن به پایان رسانده بود در تعطیلات تابستانی به خانه بازگشت و بخت با او یار بود که برای بازی در سریال تلویزیونی: "بهشت سیب سرخ" که نخستین سریال تلویزیونی او بود در نقش جیانگ لینگدا برگزیده شد.
هوانگ شنگ‌یی در ماه آوریل سال ۲۰۰۳ برای همه گیری بیماری سارس از پکن به شانگهای بازگشت و برای شرکت در گزینش بازیگران فیلم نوین استیون چو به نام جنب و جوش کنگ فو نام نویسی کرد و برای بازی در این فیلم پذیرفته شد.
در پایان سال ۲۰۰۴ که جنب و جنبش کنگ فو اکران شد هرچند در آن فیلم نقش‌های فراوانی برای هوانگ شنگ‌ییی وجود نداشتند و او نقش یک دختر لال را بازی می‌کرد اما هوانگ شنگ‌ییی با ظاهر تازه و خلق و خوی پاکش محبوب شد و نامزد دریافت جایزه فیلم هنگ کنگ برای بهترین بازیگر تازه کار در بیست و چهارمین دوره جشنواره بین‌المللی فیلم هنگ‌ کنگ و بیست و هشتمین دوره جایزه مردمی صد گل برای بهترین بازیگر تازه کار شد.
بازی در جنب و جنبش کنگ فو زندگی هوانگ شنگ‌یی را سراپا دگرگون کرد و از او یک دختر ستاره درخواستی استیون چو را ساخت، سپس با شرکت فیلم‌سازی استیون چو به نام: "ستاره بر فراز دریاها" قرارداد امضا کرد و به زودی کار بازیگری در بسیاری از فیلم‌های سینمایی و تلویزیونی را به دست آورد اما درست زمانی که همه پذیرفتند که پیشه بازیگری او بدون مشکل پیش خواهد رفت در ماه اوت سال ۲۰۰۵ هوانگ شنگ‌یی ناگهان چندین شکایت علیه شرکت کارفرما (ستاره بر فراز دریاها) و شخص استیون چو مطرح کرد و طرف مقابل را متهم به ستم به خودش کرد و کار این دو به کشمکش دور و دراز حقوقی و دادگاهی کشید و همکاری هوانگ شنگ‌یی با استیون چو و شرکت ستاره بر فراز دریاها به پایان رسید!
هوانگ شنگ‌یی در سال ۲۰۰۵ در فیلم جوخه اژدها بازی کرد که از سوی بینندگان و کارشناسان فیلم و سینما ستوده شد و در سال ۲۰۰۶ در چند فیلم و سریال مانند سریال‌های: " قهرمان کنگ فو" و "سال‌های زرین" و فیلم: "خدای جنگ، ظهور دوباره" بازی کرد.
هوانگ شنگ‌یی در سال ۲۰۰۷ در فیلم: "پیام رسان عشق" و در چند سریال بازی کرد که یکی از آنها سریال: "شمشیر خون یشمی" بود که فیلم‌نامه آن برگرفته از داستانی است که نویسنده سرشناس چینی جین یونگ نوشته بود، (در دوبلاژهای انگلیسی نام: "شمشیر آغشته به خون سلطنتی" بر روی این سریال گذاشته شده‌است.)
هوانگ شنگ‌یی در سال ۲۰۰۸ در سریال‌های: "چرا دوستت دارم؟" و "افسانه کوه وانگ وو" و "پرواز خورشید و ماه" و در سال ۲۰۰۹ در فیلم‌های مسابقه تا کوه اسرارآمیز و تأسیس جمهوری و در سال ۲۰۱۰ در فیلم‌های: "در جستجوی لیو سانجی" و "نیلوفر آبی" و "عشق دزدان دریائی" بازی کرد.
هوانگ شنگ‌یی پس از بازی در چند فیلم و سریال دیگر از هنرپیشگان فیلم جادوگر و مار سفید شد و در کنار هنرمندان سرشناسی مانند جت لی و شارلین چوی در این فیلم بازی کرد، این فیلم که در سال ۲۰۱۱ اکران شد با فروشی بیش از دویست میلیون یوان در چین درخشش بزرگی برای هوانگ شنگ‌یی در جهان هنر به بار آورد.
هوانگ شنگ‌یی در سال ۲۰۱۲ در فیلم: "زن‌ها گل دوست دارند" (نام انگلیسی: در قفل شده) بازی کرد که این فیلم برنده بهترین فیلم در جشنواره فیلم نیکوکاری موناکو شد و در سال ۲۰۱۳ در فیلم کاخ بازی کرد.
سریال: "ماده بیست و دو قانون ازدواج" نخستین سریالی بود که در استودیوئی که خود هوانگ شنگ‌یی گرداننده آن بود به یاری ژائو بنشن ساخته شد که یک پیروزی هنری با رتبه‌بندی بالا از سوی بینندگان این سریال برایش بود و هوانگ شنگ‌یی در سخنانی در شنیانگ ژائو بنشن را استاد خودش نامید و از او سپاسگزاری کرد.
هوانگ شنگ‌یی در کنار هنرمند سرشناس دانی ین در فیلم مرد یخی بازی کرد که این فیلم پس از اکران در سال ۲۰۱۴ جایزه هوادینگ (Huading) بهترین بازیگر زن را برایش به ارمغان آورد.
هوانگ شنگ‌یی در سال ۲۰۱۵ برای بازی در فیلم حماسی - جنگی حمله هوائی برگزیده شد که در این فیلم نیز که در سال ۲۰۱۸ اکران شد خوش درخشید.
هوانگ شنگ‌یی به جز این فیلم‌ها و سریال‌ها در فیلم‌ها و سریال‌های دیگری نیز بازی کرده‌است که در برخی از آنها هنرپیشه مهمان بوده‌است و در برخی دیگر برای زمانی کوتاه و در چند دقیقه بازی کرده‌است.

## خوانندگی
هوانگ شنگ‌یی در کنار بازیگری به هنر آوازخوانی و موسیقی نیز ‌پرداخته‌است که برخی از آوازهای هوانگ شنگ‌یی در چند آلبوم منتشر شده‌اند و چند آواز او نیز تک آهنگ‌هائی هستند که به مناسبت‌های گوناگون مانند آهنگ پس زمینه فیلم‌ها و سریال‌ها خوانده شده‌اند، مانند دو آواز پس زمینه در فیلم جنب و جوش کنگ فو و آواز: "پیمان" که در پایان فیلم جادوگر و مار سفید به همراه ریموند لام خوانده شده‌است. 
یکی از آلبوم‌های آواز هوانگ شنگ‌یی منتشر نشد! در پایان ماه مارس سال ۲۰۰۷ نام آهنگ: "خالکوبی عشق" بر روی این آلبوم گذاشته شده‌بود، هوانگ شنگ‌یی می‌خواست این آلبوم در ماه مه منتشر شود که برای اختلافش با استودیو انتشار آلبوم بلاتکلیف ماند و زمان انتشار چند بار تمدید شد، سپس گفته شد که دیسک آلبوم گم شده و یا دزدیده شده‌است! کار هوانگ شنگ‌یی به درگیری با استودیوی موزیکال کشید، سپس آهنگ: "خالکوبی عشق" و سه آهنگ دیگر در یک آلبوم جای گرفتند اما سرانجام این آلبوم منتشر نشد!
در سال ۲۰۰۸ هوانگ شنگ‌یی در نخستین حضورش در جشنواره بهاره دوربین مدار بسته تک آهنگ نوینش به نام: "پیشرفت هر روزه" را خواند، پس از این رویدادها آلبومی به نام: "هوانگ شنگ‌یی" منتشر شد که دارای نه آهنگ بود که دو تک آهنگ: "پیشرفت هر روزه" و "کارت جشن تولد" در میان آنها بودند، فروش این آلبوم در نخستین روز انتشار از مرز دویست و پنجاه هزار نسخه گذشت و یک کامیابی بزرگ برای هوانگ شنگ‌یی در زمینه هنر آوازخوانی شد.
در ژانویه سال ۲۰۰۹ هوانگ شنگ‌یی در جشن: "بهار گالا" آهنگ: "جشن رقص جنگلی" را خواند، در همان سال هوانگ شنگ‌یی نخستین کنسرت تک نفره‌اش را در شهر چنگدو برگزار کرد و در پایان آن سال آلبوم: "همه روزه زیبا" در شانگهای منتشر شد، آلبوم آواز هوانگ شنگ‌یی به نام: "رویاروئی با عشق" در سال ۲۰۱۳ منتشر شد و در سال ۲۰۱۷ آهنگ: "خوشبختی من" را خواند.

## نیکوکاری و کارهای بشردوستانه
هوانگ شنگ‌یی همواره در کارهای بشردوستانه و نیکوکارانه در چین پیشگام بوده‌است و از یاوران کودکان یتیم و کودکان دچار ایدز و دختران نوجوان در حال رشد و مستمندان و معلولان و بیماران بوده‌است، چنان که در سال ۲۰۰۸ که در استان سیچوان چین زمین لرزه‌ای رخ داد که زمین لرزه ونچوان نام گرفت و ده‌ها هزار تن کشته و زخمی و بی‌خانمان شدند کارهای بشردوستانه فراوانی را انجام داد.
هوانگ شنگ‌یی یک بار برای دیدار با دختر شش ساله‌ای به نام: "جانگ چی یوئن" که دچار بیماری سرطان خون بود به استانی در جنوب چین به نام یون‌نان رفت و در آنجا با پرداخت صدهزار یوان به درمان بیماری جانگ چی یوئن یاری کرد.
هوانگ شنگ‌یی با شنیدن این که دختر جوانی به نام: "شیائو یاتینگ" در نانچانگ از کم خونی آپلاستیک رنج می‌برد به نانچانگ رفت تا با شیائو یاتینگ دیدار کند و پس از پایان یک شو و در برنامه نیکوکاری تیانژو همه پول‌های دریافتی را گردآوری کرد و به نانچانگ فرستاد و آن پول‌ها برای درمان شیائو یاتینگ که به سختی بیمار بود به کار برده شدند.
هوانگ شنگ‌یی به عنوان پیام رسان روبان سرخ از تنها دبستان کودکان دچار ایدز در چین به نام: "دبستان روبان سرخ" در شهر لینفن که یکی از شهرهای استان شانشی هست بازدید کرد و کودکان را در کارهای روزانه آنها مانند بازی، خواندن، نقاشی و خوردن و نوشیدن همراهی کرد و در جشن نیکوکاری: "ما باهم هستیم" از مردم خواست تا به کودکان و نوجوانانی که دچار بیماری ایدز هستند مهرورزی کرده و برای پیشگیری از بیماری ایدز یاری کنند.
اینها نمونه‌هائی از کارهای بشردوستانه و نیکوکارانه هوانگ شنگ‌یی هستند و به جز این نیکوکاری‌ها هوانگ شنگ‌یی فهرست بزرگی از کارهای نیکوکارانه دیگر را نیز در کارنامه‌اش دارد.

## زندگی شخصی
هوانگ شنگ‌یی در سال ۲۰۰۷ با کارگردانی به نام یانگ زی ازدواج کرد، هوانگ شنگ‌یی دو فرزند پسر دارد، نخستین پسر او اندی یانگ نام دارد که در سال ۲۰۱۲ زاده شد و دومین پسر او یانگ آنلین نام دارد که در سال ۲۰۱۷ زاده شد، در سال ۲۰۲۵ هوانگ شنگ‌یی و یانگ زی از هم جدا شدند.

## فیلم‌شناسی هوانگ شنگ‌یی
سینما
| سال  | نام فیلم                         | نقش                       | نکته                      |
| ---- | -------------------------------- | ------------------------- | ------------------------- |
| ۲۰۰۴ | جنب و جوش کنگ فو                 | آ - فانگ                  |                           |
| ۲۰۰۵ | چشمان بهشت                       | بای شوئه                  |                           |
| ۲۰۰۵ | جوخه اژدها                       | پاک یوت سوئت              |                           |
| ۲۰۰۶ | خدای جنگ، ظهور دوباره            | شیائو لینگ                | نام انگلیسی: نینجای کشنده |
| ۲۰۰۶ | پرتاب کارد                       | شیائو یو                  | اکران نشد!                |
| ۲۰۰۷ | پیام رسان عشق                    | لونگ شیائو شیا            |                           |
| ۲۰۰۷ | سرنوشت عشق است                   | خواننده نیکوکار           | اکران نشد!                |
| ۲۰۰۹ | مسابقه تا کوه اسرارآمیز          | شیرا (شکارچی بشقاب پرنده) |                           |
| ۲۰۰۹ | تأسیس جمهوری                     | مجری خبری                 |                           |
| ۲۰۱۰ | در جستجوی لیو سانجی              | لیو تیانتیان              | نام انگلیسی: پری آوازخوان |
| ۲۰۱۰ | نیلوفر آبی                       | ایو                       |                           |
| ۲۰۱۰ | عشق دزدان دریائی                 | لاجیائو می                |                           |
| ۲۰۱۱ | نگهبانان: گناهکار گمشده          | چو شیائولی                |                           |
| ۲۰۱۱ | جادوگر و مار سفید                | سوسو (مار سفید)           |                           |
| ۲۰۱۲ | زن‌ها گل دوست دارند               | یان ون                    | نام انگلیسی: در قفل شده   |
| ۲۰۱۲ | یک شبه معروف شدن                 | سوی شیائوفی               |                           |
| ۲۰۱۳ | کاخ                              | وِن                        |                           |
| ۲۰۱۳ | قربانی                           | لینگ لینگ                 |                           |
| ۲۰۱۴ | توی جاده بیشتر از همه دوستت دارم | کوی شوجینگ                |                           |
| ۲۰۱۴ | مرد یخی                          | گوا شیائو مِی              |                           |
| ۲۰۱۴ | کارشناسان برچیدن                 | می لان                    |                           |
| ۲۰۱۶ | تعقیب رؤیاهای شگفت انگیز         | می یی می                  |                           |
| ۲۰۱۸ | حمله هوایی                       | لین شویوآن                |                           |
| ۲۰۱۸ | مرد یخ زده: مسافر زمان           | گوا شیائو مِی              | دنباله فیلم مرد یخی       |
| ۲۰۱۸ | نام رمز: شورش                    | شیائو شی                  |                           |
| ۲۰۱۹ | بازی میان پول‌های بادآورده        | جیانگ یانیان              |                           |
| ۲۰۲۰ | جاسوسی که روباه را دنبال می‌کند   | منگ یو                    |                           |
|      | پادشاه مهمانی                    |                           | در دست ساخت               |
|      | گنج زنده                         | ژو شیائوهان               | در دست ساخت               |

تلویزیون
| سال  | نام فیلم یا سریال                            | نقش            | نکته                                                         |
| ---- | -------------------------------------------- | -------------- | ------------------------------------------------------------ |
| ۲۰۰۳ | بهشت سیب سرخ                                 | جیانگ لینگدا   |                                                              |
| ۲۰۰۵ | شماره یک در جهان                             | یوکیهیم یاگیو  |                                                              |
| ۲۰۰۵ | نه سنجاق رسمی کنجد                           | چان سوی فنگ    |                                                              |
| ۲۰۰۶ | قهرمان کونگ فو                               | جین شا (ون چی) |                                                              |
| ۲۰۰۶ | سال‌های زرین                                  | آی وانکینگ     |                                                              |
| ۲۰۰۷ | شمشیر خون یشمی                               | شیا چینگ چینگ  | نام انگلیسی: شمشیر آغشته به خون سلطنتی                       |
| ۲۰۰۷ | خانه و همه چیز                               | کوی شی یوئه    |                                                              |
| ۲۰۰۷ | خانواده دینگ دختری دارند که در حال درخشش است | دینگ شیان      |                                                              |
| ۲۰۰۷ | خواننده پایان جهان                           | وانگ رن می     |                                                              |
| ۲۰۰۷ | زوج‌های فرشتگان                               | فرشته هفتم     |                                                              |
| ۲۰۰۸ | چرا دوستت دارم؟                              | ما که که       | نخستین بار در اینترنت اکران شد                               |
| ۲۰۰۸ | افسانه کوه وانگ وو                           | بای خه         |                                                              |
| ۲۰۰۸ | پرواز خورشید و ماه                           | شی یائو هوان   | نخستین اکران در هنگ کنگ                                      |
| ۲۰۰۹ | امور خانوادگی                                | لین وو می      |                                                              |
| ۲۰۰۹ | دختر شتابزده                                 | لیو بی         |                                                              |
| ۲۰۱۰ | زندگی و مرگ در توکیو                         | لان کو جی      | نخستین بار در اینترنت اکران شد                               |
| ۲۰۱۰ | افسانه تای چی کانتونی                        | یانگ یو یینگ   |                                                              |
| ۲۰۱۱ | ملودی جوانی                                  | تیان تیان      |                                                              |
| ۲۰۱۱ | نانیانگ جنوبی                                | تائو شویان     |                                                              |
| ۲۰۱۱ | فانگ شیو قهرمان جهان                         | لی وو شوانگ    |                                                              |
| ۲۰۱۳ | ماده بیست و دو قانون ازدواج - یک             | لی یوتونگ      |                                                              |
| ۲۰۱۳ | عشق بدون تعهد                                | لین مین نا     | منتشر شده بر روی دی - وی - دی در سال ۲۰۱۵ از تلویزیون پخش شد |
| ۲۰۱۵ | دوستت دارم، هزاران بار                       | تانگ ژی یوان   |                                                              |
| ۲۰۱۵ | در شیلین گول چشم به راهت هستم                | هان شیائو      |                                                              |
| ۲۰۱۶ | ماده بیست و دو قانون ازدواج - دو             | لی یوتونگ      |                                                              |
| ۲۰۱۸ | طعمه                                         | شیا وی         |                                                              |
| ۲۰۱۹ | عشق                                          | آن شین         |                                                              |
| ۲۰۲۰ | شاخه‌های فرعی سرخ نیستند                      | گو دالی        |                                                              |
|      | خیلی دلم می‌خواهد بشنوم که می‌گوئی دوستم داری  | یه زی شوان     | فیلمبرداری از سال ۲۰۱۵                                       |
|      | امپراتور کانگشی                              | یون جیا        |                                                              |
|      | سوئی سوئی چینگ لیان                          | مو های یائو    |                                                              |

## آهنگ‌شناسی هوانگ شنگ‌یی
آلبوم‌ها
| سال  | نام آلبوم       | شماره آهنگ‌ها | نکته       |
| ---- | --------------- | ------------ | ---------- |
| ۲۰۰۷ | خالکوبی عشق     | چهار آهنگ    | منتشر نشد! |
| ۲۰۰۸ | هوانگ شنگ‌یی     | نه آهنگ      |            |
| ۲۰۰۹ | همه روزه زیبا   | نه آهنگ      |            |
| ۲۰۱۳ | رویاروئی با عشق | نه آهنگ      |            |

تک آهنگ‌ها
| سال  | نام آهنگ                     | نکته                                                |
| ---- | ---------------------------- | --------------------------------------------------- |
| ۲۰۰۴ | زندگی با تو تنها برای یک روز | آهنگ پس زمینه فیلم جنب و جوش کنگ فو                 |
| ۲۰۰۴ | من به دوزخ نمی‌روم            | آهنگ پس زمینه فیلم جنب و جوش کنگ فو                 |
| ۲۰۰۶ | مرا خشمگین نکن               |                                                     |
| ۲۰۰۹ | صبر کن تا به خانه برگردم     | آهنگ پس زمینه فیلم در جستجوی لیو سانجی              |
| ۲۰۰۹ | عشق در دل من هست             |                                                     |
| ۲۰۰۹ | جشن رقص جنگلی                |                                                     |
| ۲۰۰۹ | شادی نیرو است                | آهنگ پس زمینه کارتون اکتشاف پادشاهی دالیان          |
| ۲۰۱۰ | برخورد با عشق حقیقی          |                                                     |
| ۲۰۱۱ | عشق به من می‌گوید             |                                                     |
| ۲۰۱۱ | پیمان                        | آهنگ پس زمینه فیلم جادوگر و مار سفید                |
| ۲۰۱۲ | آدم مهتابی                   | آهنگ پس زمینه فیلم زن‌ها گل دوست دارند               |
| ۲۰۱۴ | سه شبانه روز                 | آهنگ پس زمینه فیلم توی جاده بیشتر از همه دوستت دارم |